# ローレンス・シャーリー (第4代フェラーズ伯爵)

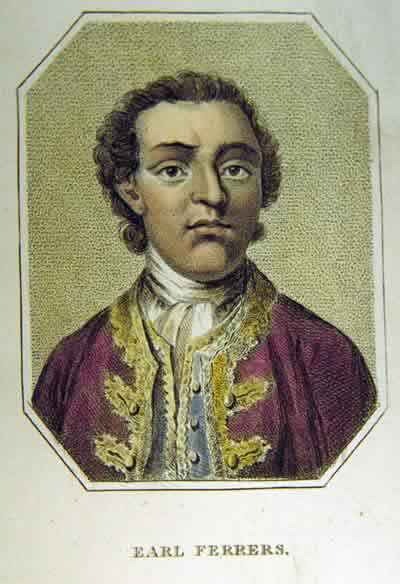
第4代フェラーズ伯爵、1810年の版画

第4代フェラーズ伯爵ローレンス・シャーリー（英語: Laurence Shirley, 4th Earl Ferrers、1720年8月18日 - 1760年5月5日）は、グレートブリテン王国の貴族。執事（スチュワード）を殺害したため死刑判決を受け、絞首刑に処された最後のイギリス貴族となった。

## 生涯
初代フェラーズ伯爵ロバート・シャーリーの末男ローレンス・シャーリー閣下とアン・クラージズ（サー・ウォルター・クラージズ準男爵の娘）の長男として、1720年8月18日に生まれた。1737年4月28日にオックスフォード大学クライスト・チャーチに入学したものの、学位を修得せずに退学した。1745年8月に伯父の第3代フェラーズ伯爵ヘンリー・シャーリーが死去すると、第4代フェラーズ伯爵になり、同年10月21日に貴族院に登院した。フェラーズ伯爵が議会で演説した記録はないが、1746年5月2日にフランドルにおける戦争（オーストリア継承戦争）に反対したことと1747年5月21日にスコットランド世襲的司法権廃止法に反対したことが記録に残っている。1752年9月16日、メアリー・メレディス（アモス・メレディスの末娘、サー・ウィリアム・メレディス準男爵の妹）と結婚したが、メアリーは残酷に扱われたとして議会から別居の許可を得た。シャーリーの死後、メアリーは1769年3月28日にフレデリック・キャンベル卿と再婚、1807年7月25日に自宅の火事で死去した。

### 殺人事件と裁判

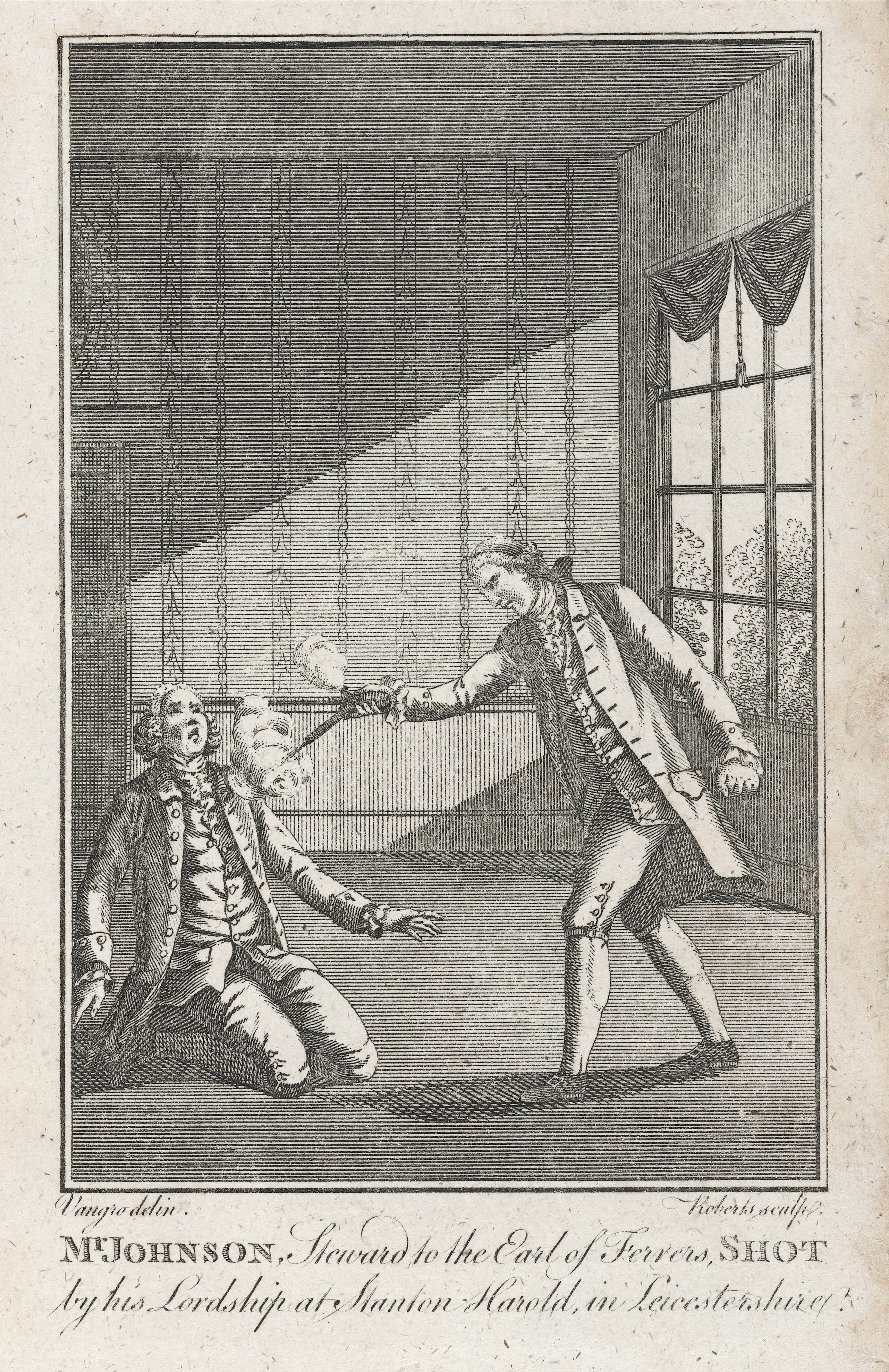
フェラーズ伯爵が執事を銃撃する様子、18世紀の絵画。

フェラーズ伯爵家の財産は当時信託で管理されており、ジョン・ジョンソンというフェラーズ伯爵家の執事（スチュワード）がその管理にあたった。ジョンソンは財産を誠実に管理したが、フェラーズ伯爵の個人的な望みをかなえなかったため、フェラーズ伯爵の不興を買った。1760年1月18日、ジョンソンはレスターシャーのストーントン・ハロルドにあるフェラーズ伯爵のマンションに呼び出され、伯爵といくらか対話を交わした後、伯爵に射殺された。ジョンソンは即死せず、いくらかの治療を受けた後に再び酔っているフェラーズ伯爵からの（言語での）侮辱を受け続け、やがて医者のトマス・カークランドがやってきてジョンソンをジョンソンの自宅に運んだ。翌朝、ジョンソンは自宅で死亡した。フェラーズ伯爵は18日中に逮捕され、アッシュビー＝デ＝ラ＝ズーシュに連行された後、21日にレスターの留置所に移送された。2月14日に貴族院で審議を受けた後、ロンドン塔に投獄され、4月16日にウェストミンスター宮殿のウェストミンスター・ホールで裁判を受けた。法務総裁チャールズ・プラットが検事を務めた。
フェラーズ伯爵は精神異常だとして無罪を主張、多くの証拠を出したが、判決は有罪だった。フェラーズ伯爵は後に精神異常の主張が家族の求めに応じたものであり、彼自身はそれを恥じたとした。

### 処刑

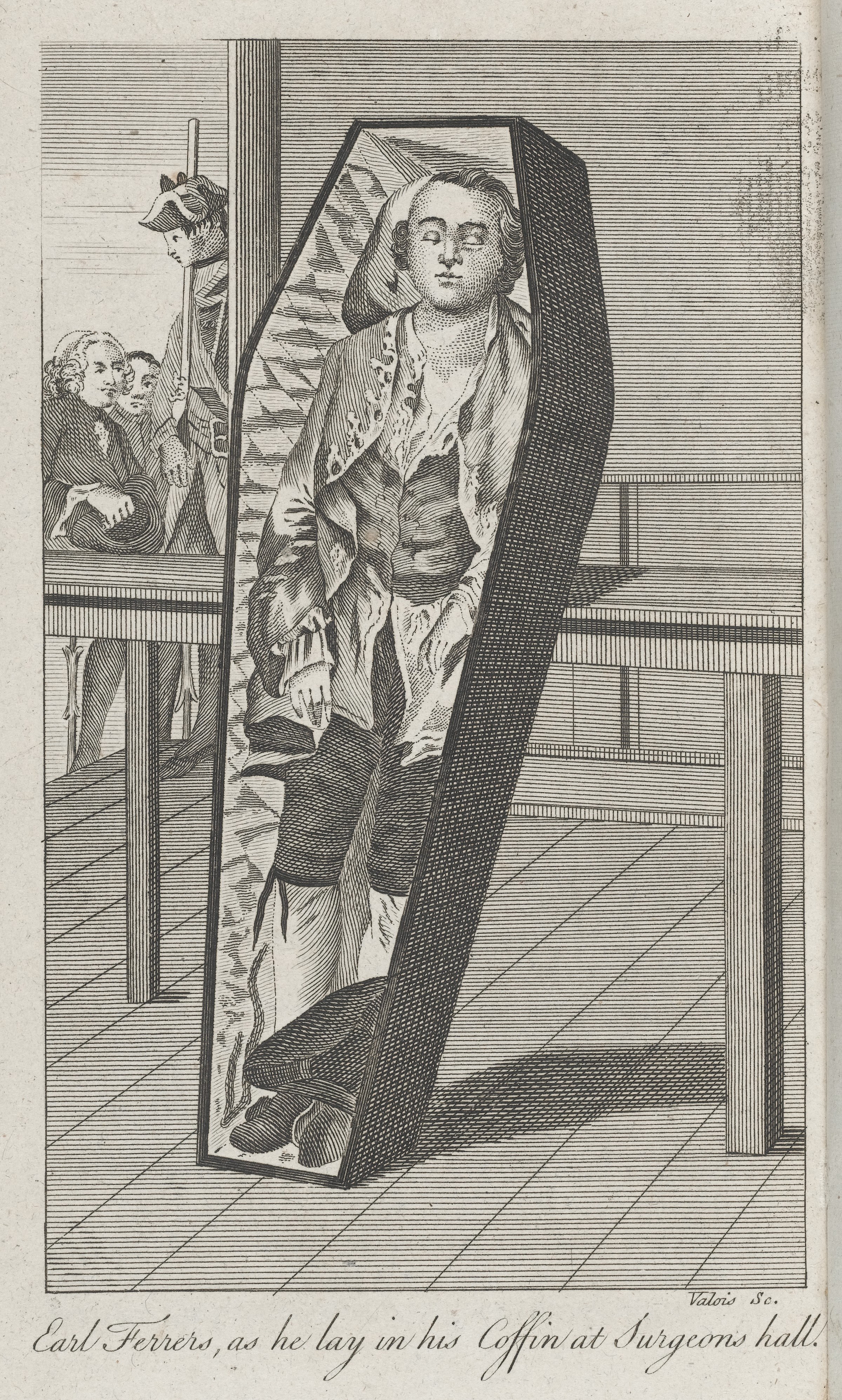
棺桶に入っているフェラーズ伯爵の遺体

処刑の日付は最初は4月21日と定められたが、後に5月5日に延期された。ロンドン塔に投獄されていたときはいとこのハンティンドン伯爵夫人セリナ・ヘイスティングスがたびたび訪れてきたという。5月5日、銀色の刺繍が縫い込まれた浅い色のスーツを着たフェラーズ伯爵は自身の馬車でロンドン塔からタイバーンに連行され、そこで大勢の人がみている中絞首刑が執行された。死刑執行人はトマス・ターリス（Thomas Turlis）だった。伯爵の処刑だったため、通常の絞首刑用ロープではなくシルクが使われたという説があるが、英国人名事典では根拠がないとしている。遺体は解剖された後に埋葬され、1782年6月3日にストーントン・ハロルドに移された。
フェラーズ伯爵は遺言状で4人の庶出の娘にそれぞれ1,000ポンドを、4人の母であるクリフォード女史に60ポンドの年金を、殺害されたジョン・ジョンソンの娘たちに1,300ポンドを与えた。嫡出子がいなかったため、フェラーズ伯爵の爵位は弟ワシントンが継承した。
フェラーズ伯爵の肖像画はジェームズ・ウィリアム・エドマンド・ドイルのThe Official Baronage of Englandに残っている。また、キャロライン・ポウィスは自身のジャーナルに処刑を目撃した経過を残した。

## 関連図書
- The Newgate Calendar: LAURENCE, EARL FERRERS
- Tamworth Herald: The murderous Earl Ferrers
- Burke, Peter (1849). “The Trial of Earl Ferrers”. Celebrated Trials connected with the Aristocracy in the Relations of Private Life. London: William Benning & Cp. pp. 193–227
- Walford, Edward (1890). “Laurence, Earl Ferrers”. Tales of our Great Families. London: Chatto & Windus. pp. 50–63

| グレートブリテンの爵位    | グレートブリテンの爵位         | グレートブリテンの爵位      |
| ------------------------- | ------------------------------ | --------------------------- |
| 先代 ヘンリー・シャーリー | フェラーズ伯爵 1745年 - 1760年 | 次代 ワシントン・シャーリー |